# Halugondanahalli, Tumkur
Halugondanahalli là một làng thuộc tehsil Tumkur, huyện Tumkur, bang Karnataka, Ấn Độ.